# Letty Russell
Letty Mandeville Russell (* 1929 in Westfield (New York); † 12. Juli 2007 in Guilford (Connecticut)) war eine US-amerikanische Theologin, Autorin und presbyterianische Geistliche.

## Leben
Russell studierte zunächst am Wellesley College.  Nach ihrem Abschluss dort ging sie nach Harvard und wurde einer der ersten Frauen, die an der Harvard Divinity School graduierten. Ebenso war sie eine der ersten Frauen, die von der United Presbyterian Church, einer Vorgängerin der Presbyterian Church (USA), zur Pastorin ordiniert wurden. Weitere theologische Abschlüsse machte sie am Union Theological Seminary in New York.
1973 wurde sie als Assistenz-Professorin an die Yale Divinity School berufen, wo sie 1985 einen eigenen Lehrstuhl erhielt. Hier galt sie als eine Pionierin der feministischen Theologie und Ethik sowie insbesondere auf dem Gebiet der Bibelwissenschaften. Russell war Mitglied der Yale Divinity School Women’s Initiative on Gender, Faith, and Responses to HIV/AIDS in Africa. Am Theologischen Seminar in San Francisco war sie eine der Verantwortlichen für ein internationales Programm zur Erlangung des Doctor of Ministry in Feministischer Theologie.  Zehn Jahre lang war Russell Pastorin der Presbyterian Church of the Ascension. 
Russell war zunächst mit dem holländischen Missionstheologen und Professor am Union Theological Seminary Johannes Christiaan „Hans“ Hoekendijk (1912–1975) verheiratet. Nach dessen Tod wurde die Verlegerin und Expertin zum Thema „Gerechte Sprache“ Shannon Clarkson Russells Lebensgefährtin.

## Werke (Auswahl)
Russell schrieb und edierte 17 verschiedene Bücher, u. a.:
- Church in the Round. Feminist Interpretations of the Church.
- Dictionary of Feminist Theologies.
- mit Phyllis Trible: Hagar, Sarah and Their Children. Jewish, Christian and Muslim Perspectives. 2006.